# Geri et Freki

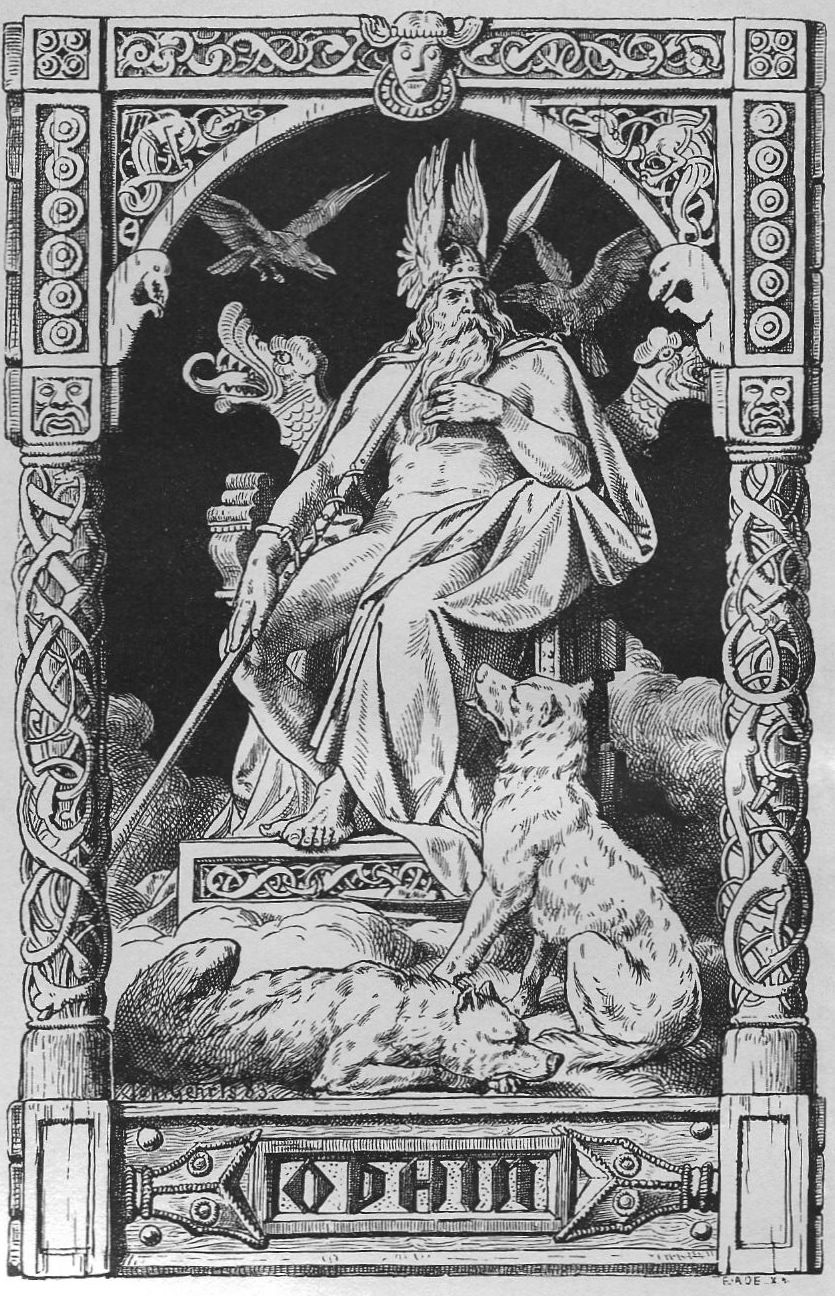
Odin avec les loups Geri et Freki et les corbeaux Hugin et Munin.
Dessin à la plume de Johannes Gehrts (1884).

Geri et Freki sont les loups d'Odin, à qui le dieu donne sa nourriture lorsqu'il est au Valhalla, lui-même se contentant de vin.

## Étymologie
D'après le Traité de mythologie scandinave en 1871, les deux noms Geri et Freki signifient « vorace (dévorer, engloutir, détruire en mangeant) », ou encore respectivement « avide » et « violent ».

## Mentions
Les noms des deux loups sont utilisés comme noms communs, synonymes de « loup », tant en poésie scaldique, où ils apparaissent comme éléments de kenningar, qu'en poésie eddique.

## Symbolique
Représentant (non exclusif) des fonctions des Dieux de la mort et de la guerre, Odin est associé au loup, animal réputé se repaître des cadavres sur les champs de bataille.